# Kasownik (filatelistyka)
Zasugerowano, aby zintegrować ten artykuł z artykułem Kasowanie (filatelistyka). Nie opisano powodu propozycji integracji.
Zasugerowano, aby zintegrować ten artykuł z artykułem Datownik. Nie opisano powodu propozycji integracji.
Kasownik – wszelkiego rodzaju stemple i pieczątki pocztowe, czasami także niepocztowe oraz odręczne skreślenia, mające na celu czynność kasowania.